# Megalodontes bucephalus
Megalodontes bucephalus is een vliesvleugelig insect uit de familie van de Megalodontesidae. De wetenschappelijke naam van de soort is voor het eerst geldig gepubliceerd in 1824 door Klug.